# Ouratea spectabilis
Ouratea spectabilis là một loài thực vật có hoa trong họ Ochnaceae. Loài này được (Mart. ex Engl.) Engl. mô tả khoa học đầu tiên năm 1876.